# The Survivalist (film 2015)
The Survivalist è un film del 2015 diretto da Stephen Fingleton.

## Trama
In un periodo di carestia, un sopravvissuto vive in un piccolo appezzamento di terra nascosto nel profondo della foresta. Quando due donne in cerca di cibo e riparo scoprono la sua fattoria, scopre che la sua esistenza è minacciata.

## Produzione
The Survivalist è stato girato in Irlanda del Nord ed è di fatto un ampliamento del cortometraggio Magpie di Stephen Fingleton del 2014, sempre con gli attori Martin McCann e Mia Goth nel cast ma con Olivia Williams al posto Olwen Fouéré.
Il thriller post-apocalittico è stato distribuito nelle sale cinematografiche britanniche e on demand il 12 febbraio 2016 e negli Stati Uniti da IFC Films il 19 maggio 2017 in versione limitata.

## Pubblicazione

### Recensione critica
The Survivalist ha ricevuto recensioni positive dalla critica. Sull'aggregatore di recensioni Rotten Tomatoes, il film ha ricevuto un punteggio del 96% basato su 46 recensioni, con una valutazione media di 7,5/10.
Il consenso critico afferma: Il ritmo deliberato di The Survivalist paga dividenti avvincenti con un dramma post-apocalittico raccontando in modo teso che offre alcuni colpi di scena unicamente stimolanti.
Su Metacritic, il film ha un punteggio medio ponderato di 80 su 100, basato su 10 critici, indicando recensioni generalmente favorevoli.

## Riconoscimenti
- 2016 - British Academy Film Awards[4]
  - Candidatura al BAFTA al miglior esordio britannico da regista, sceneggiatore o produttore a Stephen Fingleton
- 2015 - British Independent Film Awards
  - Premio Douglas Hickox a Stephen Fingleton[5]
  - Candidatura per l'attore debuttante più promettente a Mia Goth
- 2015 - Festival del cinema di Sitges
  - Premio Citizen per il miglior regista rivelazione a Stephen Fingleton[6]
- 2015 - Zurigo Film Festival
  - Candidatura per miglior lungometraggio internazionale a Stephen Fingleton
- 2016 - Irish Film Awards
  - Candidatura per miglior attore protagonista a Martin McCann[7]
  - Candidatura per miglior film a Stephen Fingleton
  - Candidatura per miglior attrice non protagonista a Olwen Fouéré[7]
  - Candidatura per miglior regista a Stephen Fingleton
  - Premio Stella nascente a Stephen Fingleton
- 2016 - Dublin Film Critics' Circle
  - Candidatura per miglior film irlandese a Stephen Fingleton
- 2016 - Imagine Film Festival
- Candidatura al Méliès d'oro per a Stephen Fingleton [8]
  - Méliès d'Argent a Stephen Fingleton[9]